# Лангаду
Лангаду (бенг. লংগদু, англ. Langadu) — город на юго-востоке Бангладеш, административный центр одноимённого подокруга. Площадь города равна 85,47 км². По данным переписи 2001 года, в городе проживало 11 871 человек, из которых мужчины составляли 54,68 %, женщины — соответственно 45,32 %. Уровень грамотности населения составлял 38,2 % (при среднем по Бангладеш показателе 43,1 %). 